# アリー my Loveのエピソード一覧

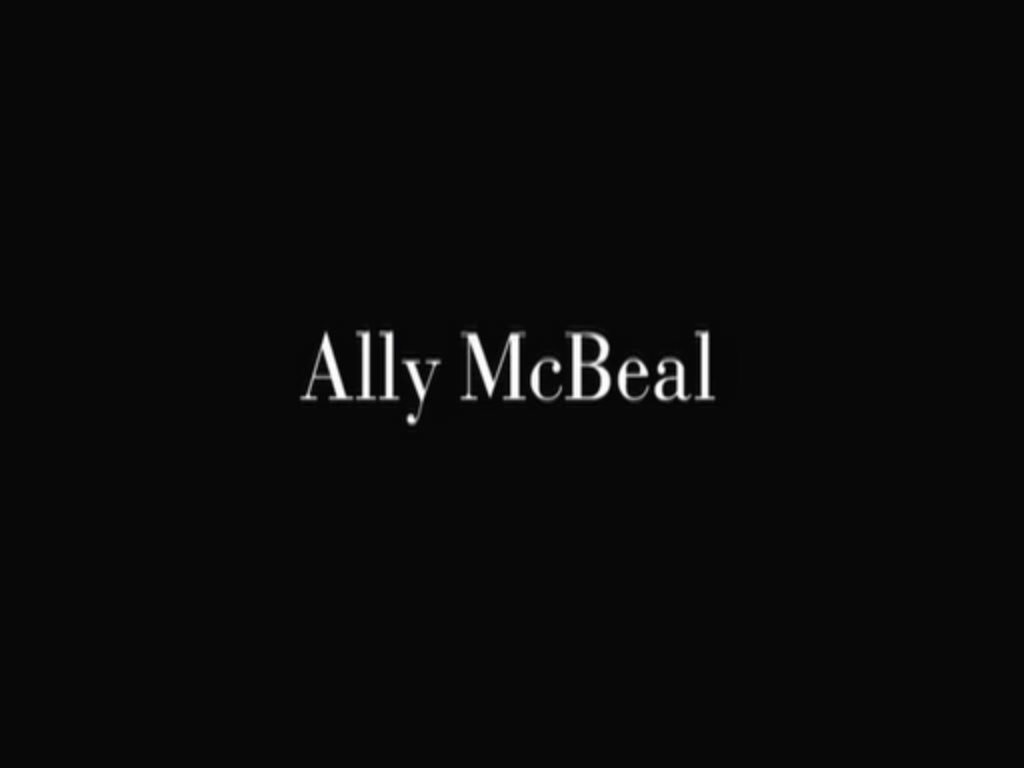
パイロットエピソードのオープニングタイトル

アリー my Loveのエピソード一覧（アリー my Loveのエピソードいちらん）では、アメリカ合衆国のFOXでかつて放送されていたテレビドラマ『アリー my Love』の放送タイトルを記述する。
『アリー my Love』の全シーズンはそれぞれ、2002年と2003年にリージョン2のDVDとして発売された。2009年の秋までは、使用楽曲の著作権の都合で、第1シーズンのいくつかのエピソードを除いてアメリカ合衆国ではリリースされなかった。2009年10月6日に、Foxはオリジナルの楽曲を使用した第1シーズンの全23話を収録した6枚組DVDセットを発売した。

## シリーズ概要
| シーズン | シーズン | 話数 | 話数 | 放送期間       | 放送期間      | 順位 | レーティング |
| シーズン | シーズン | 話数 | 話数 | 初回放送       | 最終回放送    | 順位 | レーティング |
| -------- | -------- | ---- | ---- | -------------- | ------------- | ---- | ------------ |
|          | 1        | 23   | 23   | 1997年9月8日   | 1998年5月18日 | 57   | 8.1          |
|          | 2        | 23   | 23   | 1998年9月14日  | 1999年5月24日 | 23   | 9.6          |
|          | 3        | 21   | 21   | 1999年10月25日 | 2000年5月22日 | 39   | 8.5          |
|          | 4        | 23   | 23   | 2000年10月23日 | 2001年5月21日 | N/A  | N/A          |
|          | 5        | 22   | 22   | 2001年10月29日 | 2002年5月20日 | N/A  | N/A          |

※放送日は アメリカ合衆国

## エピソード

### 第1シーズン（1997–98）
| 話数 (通算) | サブタイトル         | 原題                   | 監督                       | 脚本                                                                      | 放送日         | 製作 記号 | 視聴者数 (100万人) |
| --- | -------------------- | ---------------------- | -------------------------- | ------------------------------------------------------------------------- | -------------- | --------- | ------------------ |
| 1 (1) | めぐりあい           | Pilot                  | ジェームズ・フローリー     | デビッド・E・ケリー                                                       | 1997年9月8日   | AM00      | 9.90               |
| アリー・マクビールが、彼女と元恋人のビリー・トーマスのフラッシュバックがモンタージュ表示されて紹介される。アリーは勤務先の法律事務所で同僚からのセクシャルハラスメントに抗議したことから解雇される。大学時代の同級生リチャード・フィッシュと出会ったことから、フィッシュの新しい法律事務所での職を得る。アリーは同じ事務所でビリーが働いており、魅力的な妻ジョージアと結婚していることにショックを受ける。                   |                      |                        |                            |                                                                           |                |           |                    |
| 2 (2) | 愛は妥協から         | Compromising Positions | ジョナサン・ポンテル       | デビッド・E・ケリー                                                       | 1997年9月15日  | AM01      | 8.78               |
| リチャードの共同経営者で事務所のパートナー弁護士でもあるジョン・ケイジが売春の勧誘で逮捕される。アリーはケイジの事件を担当した際に、ビリーの過去について不愉快な事実を見出す。リチャードは顧客候補のロナルド・チーニーとアリーを付き合わせようとして、アリー、ガールフレンドのウィッパー、ロナルドを食事に誘う。 |                      |                        |                            |                                                                           |                |           |                    |
| 3 (3) | 恋愛方程式           | The Kiss               | デニー・ゴードン           | デビッド・E・ケリー                                                       | 1997年9月22日  | AM02      | 8.35               |
| アリーは最初のデートの後でなぜロニーがキスしなかったのか戸惑う。 ジョージアとアリーは年齢差別訴訟を担当するが、相手側の訴訟当事者はアリーがセクハラで抗議した以前勤めていた法律事務所の元同僚だった。 |                      |                        |                            |                                                                           |                |           |                    |
| 4 (4) | ラブ・アフェア       | The Affair             | アーリーン・サンフォード   | デビッド・E・ケリー                                                       | 1997年9月29日  | AM03      | 8.93               |
| アリーは大学時代の教授の一人の弔辞を依頼される。教授の妻はアリーと教授が何年も前に浮気していたことを知らないので、アリーは気が進まない。ジョージアとロナルドは、ビリーがアリーとともに葬儀に出席したことから危ぶむ。 |                      |                        |                            |                                                                           |                |           |                    |
| 5 (5) | 涙の数だけ           | One Hundred Tears Away | サンディ・スモーラン       | デビッド・E・ケリー                                                       | 1997年10月20日 | AM04      | 9.13               |
| アリーはスーパーマーケットで他の客と小競り合いを起こし、殺精子剤の料金を払い忘れる。 アリーは暴行と万引きで逮捕される。アリーの親友で州検事のレネがアリーを釈放させるが、噂が広まり、アリーは州の法曹審査会に呼び出され、そこでアリーのエキセントリックな振る舞いが問われる。 |                      |                        |                            |                                                                           |                |           |                    |
| 6 (6) | 婚約                 | The Promise            | ヴィクトリア・ホックバーグ | デビッド・E・ケリー                                                       | 1997年10月27日 | AM05      | 8.49               |
| アリーとジョンは客引きで逮捕されたウィッパーの友人を弁護する。ジョンと一緒に働く中で、アリーはジョンのユニークな仕事の進め方に気が付く。別の訴訟で、アリーは相手側の肥満した弁護士が心臓発作を起こした際に、マウスツーマウス法人工呼吸を行う。 |                      |                        |                            |                                                                           |                |           |                    |
| 7 (7) | 魔性の女             | The Attitude           | マイケル・シュルツ         | デビッド・E・ケリー                                                       | 1997年11月3日  | AM06      | 9.77               |
| アリーは、夫が昏睡状態にあるため、ラビに対して結婚からの精神的解放を求めるユダヤ人女性の訴訟に取り組む。アリーとラビはお互いに罵り合う。ジョージアは、上司の妻が、夫が魅力的な女性と一緒に働いていることを不快に思っているために、法律事務所を辞職するように求められる。リチャードはジョージアにケイジ＆フィッシュの職を提示する。                                                                                           |                      |                        |                            |                                                                           |                |           |                    |
| 8 (8) | 友達以上恋人未満     | Drawing the Lines      | メル・ダムスキ             | デビッド・E・ケリー                                                       | 1997年11月10日 | AM07      | 10.36              |
| ビリーとジョージアは、ビリーがアリーを吹っ切れていないことが明らかになったことから結婚の危機を経験する。アリーとジョージアは、顧客の夫がよその女性のもとに去った際に、婚前契約を回避するのを助けようとする。エレインは男性従業員が郵便配達人に目を奪われはじめたので、オフィス内の女性を代表してセクシャルハラスメントで事務所を訴えると脅す。エレインは攻撃的な弁護士キャロライン・プープ（サンドラ・バーンハード）を雇う。 |                      |                        |                            |                                                                           |                |           |                    |
| 9 (9) | ダーティ・ジョーク   | The Dirty Joke         | ダン・アティアス           | デビッド・E・ケリー                                                       | 1997年11月17日 | AM08      | 10.59              |
| レネがアリーを上品ぶった「ジュリー・アンドリュース タイプ」だとからかった後で、二人は聴衆の前でそれぞれの最も下品なジョークを言って、どちらが最高のリアクションを得ることができるかで合意する。キャロライン・プープはケイジ＆フィッシュをセクシャルハラスメントで提訴する。 |                      |                        |                            |                                                                           |                |           |                    |
| 10 (10) | 無慈悲な天使         | Boy To The World       | トーマス・シュラム         | デビッド・E・ケリー                                                       | 1997年12月1日  | AM09      | 9.63               |
| ウィッパーはアリーに、3回目の客引きで逮捕された若いトランスジェンダーのセックスワーカーであるステファニーの訴訟を担当するように依頼する。アリーはステファニーの状況に心を動かされ、ケイジ＆フィッシュの職を提供する。リチャードの奇矯な叔父がなくなり、叔父の牧師は葬儀の際に、叔父の背の低い人々への偏見について言及することを拒否する。                                                                                    |                      |                        |                            |                                                                           |                |           |                    |
| 11 (11) | 銀の鐘               | Silver Bells           | ジョー・ナポリターノ       | デビッド・E・ケリー                                                       | 1997年12月15日 | AM10      | 8.83               |
| リチャードはアリーとジョンに、合法的に三者間結婚の権利を求める三人の代理を努めるように依頼する。アリーは、ジョージアがこの訴訟と、自分たちとビリーとの間の三角関係の類似を指摘するまではこのアイデアに嫌悪感を抱く。リチャードはウィッパーにプロポーズすることを余儀なくされていると感じている。リチャードは毎年恒例のクリスマスパーティーを主催しており、ジョンはアリーをデートに誘う。                                     |                      |                        |                            |                                                                           |                |           |                    |
| 12 (12) | ダンシング・ベイビー | Cro-Magnon             | アラン・アーカッシュ       | デビッド・E・ケリー                                                       | 1998年1月5日   | AM11      | 13.47              |
| アリー、レネ、ジョージアの三人は美術のクラスを受講し、立派な体の男性モデルに目を奪われる。アリーは、デート相手の元ボーイフレンドに暴言を吐かれた際に殴り、暴行罪で起訴された19歳の事件を担当する。アリーは、依頼人が若いにもかかわらずに惹かれている自分に気づき、動揺する。 2009年に、TVガイド誌はこのエピソードを、「最も素晴らしいエピソード100」の94位にランクインさせた。                                               |                      |                        |                            |                                                                           |                |           |                    |
| 13 (13) | ペンギン作戦         | The Blame Game         | サンディ・スモーラン       | デビッド・E・ケリー                                                       | 1998年1月19日  | AM12      | 14.26              |
| アリーはスターバックスで男性モデルとぶつかり、自分に対する扱いについて不平を述べる。ジョンは飛行機事故で父親を亡くして航空会社を訴える二人のきょうだいを手助けする訴訟に割り当てられる。 |                      |                        |                            |                                                                           |                |           |                    |
| 14 (14) | ボディ・ランゲージ   | Body Language          | メル・ダマスキ             | デビッド・E・ケリー & Nicole Yorkin & Dawn Prestwich                      | 1998年2月2日   | AM13      | 13.62              |
| アリーとジョージアは死刑囚との結婚を望む女性の代理人をつとめ、結果としてアリーがブライズメイドとなる。リチャードはアリーに判事といちゃつくように依頼する。ウィッパーは、リチャードが自らのフェティシズムからジャネット・レノの首に触れるのを目撃する。 |                      |                        |                            |                                                                           |                |           |                    |
| 15 (15) | 生涯に1度の愛        | Once In A Lifetime     | エロディ・キーン           | 原案 : デビッド・E・ケリーとジェフ・ピンクナー 脚本 : デビッド・E・ケリー | 1998年2月23日  | AM14      | 12.55              |
| アリーとビリーは、息子に認知症が進んでいるために自分の財産を管理できないと判断されために管理権限を維持するために戦う年配の芸術家の代理人をつとめる。アリーはジョンとデートすることに同意するが、気が進まないのでジョンがキャンセルするようにしむける。ジョンは、アリーが未だにビリーを愛していることに気が付く。 |                      |                        |                            |                                                                           |                |           |                    |
| 16 (16) | 禁断の果実           | Forbidden Fruits       | ジェレミー・ケイガン       | デビッド・E・ケリー                                                       | 1998年3月2日   | AM15      | 14.25              |
| 事務所は合衆国上院議員が「婚姻生活の妨害」で訴えられた注目の事件を引き受けるが、この訴訟アリーとビリーとジョージアの間の状況に不穏なほど似てきたため、ジョージアはこの訴訟に続けて取り組むことができないと判断する。レネは、アリーがダンシング・ベイビーを頻繁に見るようになったことから心配し始める。 |                      |                        |                            |                                                                           |                |           |                    |
| 17 (17) | 人生のテーマソング   | Theme of Life          | デニー・ゴードン           | デビッド・E・ケリー                                                       | 1998年3月9日   | AM16      | 15.69              |
| アリー、ジョージア、レネの3人はキックボクシング教室に通い、アリーとジョージアの対戦が計画される。アリーは物議をかもす手術を行って起訴された外科医のグレッグの弁護を担当し、自分がグレッグに惹かれていることに気づく。ジョンは、アリーに自分のセラピストにかかるように提案する。 |                      |                        |                            |                                                                           |                |           |                    |
| 18 (18) | 大人のルール         | The Playing Field      | ジョナサン・ポンテル       | デビッド・E・ケリー                                                       | 1998年3月16日  | AM17      | 15.42              |
| アリーとグレッグは交通事故に巻き込まれる。アリーは相手側の弁護士がダンシング・ベイビーだと思い込んで蹴ったあとで、10歳の天才少年であることに気がつく。リチャードは上司と寝ることを拒否したために昇進を見送られたのでセクシャルハラスメントで訴える女性の代理人をつとめる。 |                      |                        |                            |                                                                           |                |           |                    |
| 19 (19) | 誕生日の憂うつ       | Happy Birthday Baby    | トーマス・シュラム         | デビッド・E・ケリー                                                       | 1998年4月6日   | AM18      | 13.67              |
| アリーは誕生日が近づいたことから動揺するが、同僚たちがいつものバーでのサプライズパーティーを企画する。グレッグとレネが魅惑的なデュエットを披露するが、二人とアリーの間に緊張が走る。アリーは、デート相手の家に侵入して女性の足に触った男の弁護を担当する。 |                      |                        |                            |                                                                           |                |           |                    |
| 20 (20) | 刑事弁護士           | The Inmates            | マイケル・シュルツ         | デビッド・E・ケリー                                                       | 1998年4月27日  | AM19      | 12.68              |
| ビリーは夫を殺害したとして起訴された女性の事件を担当する。ジョージアは異性愛者であることを理由に解雇された男性の代理人をつとめる。レネは、デート相手がセックスするために自分を押し倒した時に攻撃した後で、暴行罪と傷害罪で逮捕される。 このエピソードは『ザ・プラクティス ボストン弁護士ファイル』のエピソード「セカンド・プラン」に続くクロスオーバーとなっている。                                                         |                      |                        |                            |                                                                           |                |           |                    |
| 21 (21) | しあわせ予備軍       | Being There            | メル・ダマスキ             | デビッド・E・ケリー                                                       | 1998年5月4日   | AM20      | 14.86              |
| レネの裁判は続き、レネはジョンの尋常ではない法定戦略に不安を覚える。アリーはレネの性的攻撃性についてレネと対立する。ジョージアは妊娠検査を行い、陽性になる。 |                      |                        |                            |                                                                           |                |           |                    |
| 22 (22) | また独りぼっち       | Alone Again            | デニス・デューガン         | デビッド・E・ケリー                                                       | 1998年5月11日  | AM21      | 14.07              |
| ジョンはロー・スクール時代に恋仲だった女性と法廷で敵対するが、アリーの励ましを受けて自分の気持ちを伝える。ジョージアとリチャードは捨てられた花嫁の事件を担当するが、ウィッパーが裁判長に任命されたことに偏見を感じる。 |                      |                        |                            |                                                                           |                |           |                    |
| 23 (23) | 思い出にかわるまで   | These Are The Days     | ジョナサン・ポンテル       | デビッド・E・ケリー                                                       | 1998年5月18日  | AM22      | 14.35              |
| ジョンは愛していることに気づいてもらうために相手の頭を叩くという君ような衝動にかられているいとこの代理人をつとめる。アリーはボビー・ドネルとともに、病気の友人に健康な心臓を与えるために互いの心臓を交換したい二人の男性の代理人を担当するが、アリーがこの訴訟の最終決定をすることを余儀なくされる。ジョージアとビリーは結婚生活に刺激を与えるために、よりおおらかでリスクのある性行為を行うことにする。                     |                      |                        |                            |                                                                           |                |           |                    |

### 第2シーズン (1998–99)
| 話数 (通算) | サブタイトル         | 原題                         | 監督                     | 脚本                                | 放送日         | 製作 記号 | 視聴者数 (100万人) |
| --- | -------------------- | ---------------------------- | ------------------------ | ----------------------------------- | -------------- | --------- | ------------------ |
| 1 (24) | 切ない現実           | The Real World               | ジョナサン・ポンテル     | デビッド・E・ケリー                 | 1998年9月14日  | 2M01      | 14.82              |
| フィッシュとケイジは新しいアソシエイトとして「絶対零度のネル」ことネル・ポーターを雇う。ジョンはネルに惹かれていることをアリーに打ち明ける。アリーとジョンは16歳の少年と性的関係を持った30代後半の女性の弁護を担当する。 |                      |                              |                          |                                     |                |           |                    |
| 2 (25) | 彼女のやり方         | They Eat Horses, Don't They? | メル・ダムスキ           | デビッド・E・ケリー                 | 1998年9月21日  | 2M02      | 13.25              |
| ネルの友人でクライアントのリン・ウーは、放送中に性的な発言をしたラジオDJを訴えるが、アリーへの反発から、法的な戦術としてえ訴訟を取り下げる。ジョージアとジョンは、馬肉を提供した後で二人のクライアントから訴えられたレストランオーナーの弁護を担当する。 |                      |                              |                          |                                     |                |           |                    |
| 3 (26) | 別れの真相           | Fool's Night Out             | ピーター・マクニコル     | デビッド・E・ケリー                 | 1998年9月28日  | 2M03      | 15.03              |
| リンは、自分のクリニックの看護師の自然な乳房を自身のインプラントの成果だと偽った美容外科医を訴える。ジョージアは、この裁判にビリーが関わることに動揺する。アリーは、聖歌隊リーダーとの関係を断ち切られたあとで、彼女に攻撃的な歌を歌われるようになった牧師の代理人をつとめる。 |                      |                              |                          |                                     |                |           |                    |
| 4 (27) | 男と女の処世術       | It's My Party                | ジェイス・アレクサンダー | デビッド・E・ケリー                 | 1998年10月19日 | 2M04      | 14.49              |
| アリーは、女性に対する性的な観点を理由に解雇されたフェミニスト雑誌の編集者であるジョージ・マディソンを弁護する。アリーはジョージに惹かれるが、エレインが自分とジョージが付き合っていることを仄めかす。アリーは法廷でミニスカートをはくことを止めるように判事に求められるがそれを拒否し、法廷侮辱罪で拘束される。アリーはディナーパーティーを開くが、女性の権利をめぐる議論が勃発し、無政府状態になってしまう。 |                      |                              |                          |                                     |                |           |                    |
| 5 (28) | 友達の恋人           | The Story of Love            | トム・ムーア             | デビッド・E・ケリー                 | 1998年10月26日 | 2M05      | 13.85              |
| アリーは、ボーイフレンドを盗んだことで親友に腹を立てている若い女性と喧嘩した後で逮捕される。アリーはその女性を法廷で弁護することに同意するが、その女性が弁護士を解雇する傾向にあることに気づく。ジョージはアリーに興味を示し始めるが、エレインがアリーにジョージとデートしないように懇願する。ジョンは競技会のために訓練しているペットのアマガエルのステファンを事務所に持ち込む。                             |                      |                              |                          |                                     |                |           |                    |
| 6 (29) | 忘れられない人       | World's Without Love         | アーヴィン・ブラウン     | デビッド・E・ケリー                 | 1998年11月2日  | 2M07      | 14.48              |
| レネは、現在は結婚している昔の恋人のマットとぶつかり、マットが自分にとっての「ビリー」だと気づく。アリーは、独身の誓いを破ったために修道会から離れることを余儀なくされた修道女の代理人となる。ジョンは便器にいたステファンを見失い、カエルを見てパニックに陥ったジョージアとネルがステファンを負傷させて昏睡状態に陥れる。                                                                                     |                      |                              |                          |                                     |                |           |                    |
| 7 (30) | 突然の旅立ち         | Happy Trails                 | ジョナサン・ポンテル     | デビッド・E・ケリー                 | 1998年11月9日  | 2M08      | 14.85              |
| ジョンとリチャードは、それぞれの恋愛関係で初めてのキスをすることに神経質になる。 ステファンは回復し、窓から飛び出したところをリンに救われる。しかし、中華料理店で取り違いがあり、ジョン、リン、そして彼らの友人たちは知らずにステファンを食べてしまう。弁護士たちはハッピー・ボイル判事の急逝を悼む。 |                      |                              |                          |                                     |                |           |                    |
| 8 (31) | 罪作りな視線         | Just Looking                 | ヴィンセント・ミシアーノ | デビッド・E・ケリー & Shelly Landau | 1998年11月16日 | 2M09      | 14.57              |
| ネル、アリー、ジョージアは、所有する泥レスクラブがポルノグラフィだとを訴えられたリンの弁護をする。ジョンとリチャードは、調査のために泥レスクラブに潜入する。アリーはジョージアの旧友で、対立する地元議員のレイとデートする。 |                      |                              |                          |                                     |                |           |                    |
| 9 (32) | 決めつけないで       | You Never Can Tell           | アダム・ニモイ           | デビッド・E・ケリー                 | 1998年11月23日 | 2M06      | 15.31              |
| リンは、男性従業員が自分について性的な関心を持っていると主張したので従業員を訴える。レネがアリーをブラインドデートに誘うが、アリーがボーリングのボールに指を挟まれて悲惨な結果になる。ネルもジョンをデートに誘うが、同じように悲惨な結末を迎える。 |                      |                              |                          |                                     |                |           |                    |
| 10 (33) | 汚れなき魂           | Making Spirits Bright        | ピーター・マクニコル     | デビッド・E・ケリー                 | 1998年12月14日 | 2M10      | 15.08              |
| リチャードはユニコーンを見たとために解雇されたと主張するクライアントを弁護する。アリーも若い頃にユニコーンを見たことがあるので、彼との間に絆を見出す。レネとマットは二人の関係を次の段階に引き上げるが、レネはマットがまだ妻と別れておらず、妻が妊娠していることを知る。 |                      |                              |                          |                                     |                |           |                    |
| 11 (34) | 夢で会えたら         | In Dreams                    | アレックス・グレイヴス   | デビッド・E・ケリー                 | 1999年1月11日  | 2M11      | 15.36              |
| アリーが好きな学生時代の教師が末期の病気にかかっており、残りの人生を薬物による昏睡状態で過ごす権利を望んでいる。ネルはジョンと別れ、セックスをしなかったのでジョンがゲイだと思っているとリチャードに告げる。 |                      |                              |                          |                                     |                |           |                    |
| 12 (35) | 愛の賞味期限         | Love Unlimited               | デニー・ゴードン         | デビッド・E・ケリー                 | 1999年1月18日  | 2M12      | 16.72              |
| アリーは、9年間連れ添った夫が、結婚時に正気ではなかったという理由で婚姻の取消しを望んでいる女性を弁護する。ジョンとアリーは、二人とも恋愛生活が上手くいかないことから一緒にセラピーに参加する。 |                      |                              |                          |                                     |                |           |                    |
| 13 (36) | 天使と飛行船         | Angels And Blimps            | メル・ダムスキ           | デビッド・E・ケリー                 | 1999年2月8日   | 2M13      | 14.75              |
| グレッグに会いに病院に行ったときに、アリーは白血病の小さな男の子に出会う。彼は神を訴えたいと思っているが、アリーがそれは不可能だと告げると、リンが自分には彼を助けることを明らかにする。ジョンとリチャードは、妻と恋人を殺そうとした男の代理をつとめる。 |                      |                              |                          |                                     |                |           |                    |
| 14 (37) | あの日に帰りたい     | Pyramids On The Nile         | エロディ・キーン         | デビッド・E・ケリー                 | 1999年2月15日  | 2M14      | 15.13              |
| リチャードはリンを雇うことに同意し、ネルを除く事務所全体が戸惑う。ネルとジョンはデートしているという理由で解雇されたカップを弁護する。ビリーはいまだにアリーに気持ちが向いていることを認める。アリーとビリーはキスをする。 |                      |                              |                          |                                     |                |           |                    |
| 15 (38) | 忍びあい             | Sideshow                     | アレックス・グレイヴス   | デビッド・E・ケリー                 | 1999年2月22日  | 2M15      | 16.94              |
| アリーは、ビリーとのキスで取り乱している自分に気が付く。ビリーはアリーのセラピーに同席することに同意するが、これがアリーの混乱を助長する。 |                      |                              |                          |                                     |                |           |                    |
| 16 (39) | キスの代償           | Sex, Lies, And Politics      | アーリーン・サンフォード | デビッド・E・ケリー                 | 1999年3月1日   | 2M16      | 16.01              |
| ジョンとリンはポルノグラフィを販売したと虚偽の告発を行って失業させた上院議員を書店経営者を助ける。アリーは、ビリーとのキスにこだわり、ジョージアに打ち明けたいという衝動に苦しむ。 |                      |                              |                          |                                     |                |           |                    |
| 17 (40) | 愛をめぐる内戦       | Civil Wars                   | ビリー・ディクソン       | デビッド・E・ケリー                 | 1999年4月5日   | 2M17      | 14.25              |
| ジョージアがキスについて勘づき、噂が事務所中に広まる。アリーとジョンは、デートレイプ事件を巡って法廷でリチャードおよびジョージアと対立する。ジョージアとアリーの間の緊張が高まり、二人はトイレでリンとネルを巻き込んで争い、その様子をエレインが撮影する。 |                      |                              |                          |                                     |                |           |                    |
| 18 (41) | 虚無と執着           | Those Lips, That Hand        | アーリーン・サンフォード | デビッド・E・ケリー                 | 1999年4月19日  | 2M18      | 15.19              |
| アリーとジョンは、死亡した妻の手を形見として切り落とした男の代理人を務めるが、彼は妻の死を引き起こしたとして非難されている。リチャードは、リンが自分と一緒に眠ることを拒んだので彼女と別れる。ビリーとジョージアは結婚生活を修復し、バーコードヘアが理由で解雇された男性を弁護する。 |                      |                              |                          |                                     |                |           |                    |
| 19 (42) | 女の敵は女？         | Let's Dance                  | ベン・ルウィン           | デビッド・E・ケリー                 | 1999年4月26日  | 2M19      | 15.96              |
| エレインは、ダンスのパートナーが協議会の前に怪我をしたことで、リンが代わりに踊ることを申し出るまで動揺する。ジョン、リチャードおよびネルは出産休暇をとった後で差別されたと主張する女性に対して、他所の法律事務所を弁護する。アリーは、ビリーとジョージアのセラピーのセッションに参加することを同意する。 |                      |                              |                          |                                     |                |           |                    |
| 20 (43) | 傷付きたくない症候群 | Only The Lonely              | ヴィンセント・ミシアーノ | デビッド・E・ケリー                 | 1999年5月3日   | 2M20      | 13.26              |
| エレインは、発明品の一つであるフェイス・ブラをインフォマーシャルで販売し始めたが、アイデアを従姉妹のマーサから盗んだと主張する叔母から訴えられる。アリーは、グレッグをデートに誘うが、職場の病院に行った時に別の女性と一緒にいるのを見てしまう。 |                      |                              |                          |                                     |                |           |                    |
| 21 (44) | ジェラシーは緑色     | The Green Monster            | マイケル・シュルツ       | デビッド・E・ケリー                 | 1999年5月10日  | 2M21      | 16.33              |
| リチャードとジョンは夫のポルシェの上にグランドピアノを落とした女性の弁護をする。ジョージアは職場で露出度の高い服を着て仕事をするようになり、周囲の男性の注目を集め、ビリーに嫉妬させる。 |                      |                              |                          |                                     |                |           |                    |
| 22 (45) | 愛は幻               | Love's Illusions             | アラン・アーカッシュ     | デビッド・E・ケリー                 | 1999年5月17日  | 2M22      | 16.09              |
| アリーは子供の頃の奇妙な夢を見始める。妻が想像上の男性にラブレターを書いていることを知った後で、男性が妻を詐欺で訴えている訴訟に取り組む。リンとリチャードは関係を次のレベルに引き上げ、ビリーとジョージアは性生活に刺激を与えようとする。 |                      |                              |                          |                                     |                |           |                    |
| 23 (46) | 会える日を信じて     | I Know Him By Heart          | ジョナサン・ポンテル     | デビッド・E・ケリー                 | 1999年5月24日  | 2M23      | 14.94              |
| アリーは、リチャードに励まされるまで自分の恋愛生活について落ち込み続ける。アリーとレネは、ぴったりの男性が見つかるまでできるだけ多くのデートをすることにする。 |                      |                              |                          |                                     |                |           |                    |

### 第3シーズン (1999–2000)
| 話数 (通算) | サブタイトル         | 原題                             | 監督                     | 脚本                                                                        | 放送日         | 製作 記号 | 視聴者数 (100万人) |
| ----------- | -------------------- | -------------------------------- | ------------------------ | --------------------------------------------------------------------------- | -------------- | --------- | ------------------ |
| 1 (47)      | 大胆な目覚め         | Car Wash                         | ビリー・ディクソン       | デビッド・E・ケリー                                                         | 1999年10月25日 | 3M01      | 16.02              |
| 2 (48)      | 未知の世界へ         | Buried Pleasures                 | メル・ダムスキ           | デビッド・E・ケリー                                                         | 1999年11月1日  | 3M02      | 16.86              |
| 3 (49)      | 心が風邪をひいたら   | Seeing Green                     | ピーター・マクニコル     | デビッド・E・ケリー                                                         | 1999年11月8日  | 3M03      | 13.65              |
| 4 (50)      | 情熱を燃やして       | Heat Wave                        | アレックス・グレイヴズ   | デビッド・E・ケリー                                                         | 1999年11月15日 | 3M04      | 14.98              |
| 5 (51)      | 行き違う心           | Troubled Water                   | ジョアンナ・カーンズ     | デビッド・E・ケリー                                                         | 1999年11月22日 | 3M05      | 14.52              |
| 6 (52)      | 別人願望             | Changes                          | アーリーン・サンフォード | デビッド・E・ケリー                                                         | 1999年11月29日 | 3M06      | 14.65              |
| 7 (53)      | 過去からの使者       | Saving Santa                     | レイチェル・タラレイ     | デビッド・E・ケリー                                                         | 1999年12月13日 | 3M07      | 14.40              |
| 8 (54)      | 聖夜の子守歌         | Blue Christmas                   | ジョナサン・ポンテル     | デビッド・E・ケリー                                                         | 1999年12月20日 | 3M08      | 12.86              |
| 9 (55)      | 悲しき街             | Out in the Cold                  | デニー・ゴードン         | 原案 : デビッド・E・ケリー、ジョシュ・キャプラン 脚本 : デビッド・E・ケリー | 2000年1月10日  | 3M09      | 15.70              |
| 10 (56)     | 心の友にときめいて   | Just Friends                     | マイケル・シュルツ       | デビッド・E・ケリー                                                         | 2000年1月17日  | 3M10      | 14.41              |
| 11 (57)     | 夢見るころを過ぎても | Over the Rainbow                 | アラン・マイヤーソン     | デビッド・E・ケリー                                                         | 2000年2月7日   | 3M11      | 14.70              |
| 12 (58)     | 面影のダンス         | In Search of Pygmies             | アーヴィン・ブラウン     | 原案 : デビッド・E・ケリー、ジョシュ・キャプラン 脚本 : デビッド・E・ケリー | 2000年2月14日  | 3M12      | 13.98              |
| 13 (59)     | 曇りのない目で       | Pursuit of Loneliness            | ジョナサン・ポンテル     | デビッド・E・ケリー                                                         | 2000年2月21日  | 3M13      | 15.11              |
| 14 (60)     | 君の個性に乾杯       | The Oddball Parade               | ブライアン・ゴードン     | デビッド・E・ケリー                                                         | 2000年2月28日  | 3M14      | 15.23              |
| 15 (61)     | 第一容疑者           | Prime Suspect                    | レイチェル・タラレイ     | デビッド・E・ケリー                                                         | 2000年3月20日  | 3M15      | 14.41              |
| 16 (62)     | 真心のすべてを       | Boy Next Door                    | ジャック・ベンダー       | デビッド・E・ケリー                                                         | 2000年3月27日  | 3M16      | 14.55              |
| 17 (63)     | 悲しみを乗り越えて   | I Will Survive                   | バーネット・ケルマン     | デビッド・E・ケリー                                                         | 2000年4月17日  | 3M17      | 13.05              |
| 18 (64)     | さよなら20代         | Turning Thirty                   | ヤノット・シュワルツ     | デビッド・E・ケリー、ジル・ゴールドスミス                                   | 2000年5月1日   | 3M18      | 12.11              |
| 19 (65)     | 出会いの予感         | Do You Wanna Dance?              | マイケル・ラング         | デビッド・E・ケリー                                                         | 2000年5月8日   | 3M19      | 10.75              |
| 20 (66)     | 甘い誘惑             | Hope and Glory                   | メル・ダムスキ           | デビッド・E・ケリー                                                         | 2000年5月15日  | 3M20      | 11.50              |
| 21 (67)     | 恋に歌えば           | Ally McBeal: The Musical, Almost | ビル・デリア             | デビッド・E・ケリー                                                         | 2000年5月22日  | 3M21      | 11.17              |

### 第4シーズン (2000–01)
| 話数 (通算) | サブタイトル       | 原題                           | 監督                     | 脚本 | 放送日         | 製作 記号 | 視聴者数 (100万人) |
| ----------- | ------------------ | ------------------------------ | ------------------------ | --- | -------------- | --------- | ------------------ |
| 1 (68)      | 情熱至上主義       | Sex, Lies and Second Thoughts  | ビル・デリア             | デビッド・E・ケリー                                                                                       | 2000年10月23日 | 4M01      | 13.23              |
| 2 (69)      | 脱・恋愛下手宣言   | Girls' Night Out               | ヤノット・シュワルツ     | デビッド・E・ケリー                                                                                       | 2000年10月30日 | 4M02      | 13.38              |
| 3 (70)      | 天国と地獄         | Two's a Crowd                  | レイチェル・タラレイ     | デビッド・E・ケリー                                                                                       | 2000年11月6日  | 4M03      | 12.62              |
| 4 (71)      | 恋は舞い降りた     | Without a Net                  | メル・ダムスキ           | デビッド・E・ケリー                                                                                       | 2000年11月13日 | 4M04      | 12.86              |
| 5 (72)      | 人生のレッスン     | The Last Virgin                | ビル・デリア             | デビッド・E・ケリー                                                                                       | 2000年11月20日 | 4M05      | 12.34              |
| 6 (73)      | クリスマスの秘密   | 'Tis the Season                | アーリーン・サンフォード | デビッド・E・ケリー                                                                                       | 2000年11月27日 | 4M06      | 14.03              |
| 7 (74)      | 恋愛回避症         | Love on Holiday                | ベサニー・ルーニー       | 原案 : デビッド・E・ケリー、アリシア・マーティン、バーブ・マッキントッシュ 脚本 : デビッド・E・ケリー     | 2000年12月4日  | 4M07      | 13.03              |
| 8 (75)      | 最後に愛は勝つ     | The Man with the Bag           | ビリー・ディクソン       | デビッド・E・ケリー                                                                                       | 2000年12月11日 | 4M08      | 14.09              |
| 9 (76)      | 心へのアクセス     | Reason to Believe              | ロン・ラゴマルシノ       | デビッド・E・ケリー                                                                                       | 2001年1月8日   | 4M09      | 12.56              |
| 10 (77)     | 激しい胸騒ぎ       | The Ex-Files                   | ジャック・ベンダー       | デビッド・E・ケリー                                                                                       | 2001年1月15日  | 4M10      | 13.55              |
| 11 (78)     | 第一印象という神話 | Mr. Bo                         | マイケル・シュルツ       | デビッド・E・ケリー                                                                                       | 2001年1月22日  | 4M11      | 13.77              |
| 12 (79)     | 涙の決断           | Hats Off to Larry              | ヤノット・シュワルツ     | 原案 : デビッド・E・ケリー、メリッサ・ローゼンバーグ、バーブ・マッキントッシュ 脚本 : デビッド・E・ケリー | 2001年2月5日   | 4M12      | 13.75              |
| 13 (80)     | 遠距離恋愛         | Reach Out And Touch            | ケニー・オルテガ         | デビッド・E・ケリー                                                                                       | 2001年2月12日  | 4M13      | 12.32              |
| 14 (81)     | 永遠の少年たち     | Boys Town                      | デヴィッド・グロスマン   | デビッド・E・ケリー                                                                                       | 2001年2月19日  | 4M14      | 13.19              |
| 15 (82)     | 愛の苦い果実       | Falling Up                     | オズ・スコット           | デビッド・E・ケリー                                                                                       | 2001年2月26日  | 4M15      | 13.85              |
| 16 (83)     | 傷心旅行           | The Getaway                    | ビル・デリア             | デビッド・E・ケリー                                                                                       | 2001年3月19日  | 4M16      | 12.48              |
| 17 (84)     | しあわせ拒否症     | The Pursuit of Unhappiness     | ケニー・オルテガ         | 原案 : デビッド・E・ケリー、ケリー・レンハート、ジョン・J・サックマー 脚本 : デビッド・E・ケリー          | 2001年3月26日  | 4M17      | 12.39              |
| 18 (85)     | 恋愛のハードル     | The Obstacle Course            | ジョアンナ・カーンズ     | デビッド・E・ケリー、ケイラ・アルパート                                                                   | 2001年4月16日  | 4M18      | 11.96              |
| 19 (86)     | バリーにおまかせ   | In Search of Barry White       | アダム・アーキン         | デビッド・E・ケリー                                                                                       | 2001年4月23日  | 4M19      | 11.76              |
| 20 (87)     | 誕生日の贈り物     | Cloudy Skies, Chance of Parade | ビリー・ディクソン       | デビッド・E・ケリー                                                                                       | 2001年4月30日  | 4M20      | 12.63              |
| 21 (88)     | 女王バチの誘惑     | Queen Bee                      | ベサニー・ルーニー       | デビッド・E・ケリー                                                                                       | 2001年5月7日   | 4M21      | 11.82              |
| 22 (89)     | 運命のいたずら     | Home Again                     | マイケル・シュルツ       | デビッド・E・ケリー                                                                                       | 2001年5月14日  | 4M22      | 12.65              |
| 23 (90)     | 新たな出発         | The Wedding                    | ビル・デリア             | デビッド・E・ケリー                                                                                       | 2001年5月21日  | 4M23      | 11.02              |

### 第5シーズン (2001–02)
| 話数 (通算)   | サブタイトル         | 原題                              | 監督                                         | 脚本 | 放送日         | 製作 記号 | 視聴者数 (100万人) |
| ------------- | -------------------- | --------------------------------- | -------------------------------------------- | --- | -------------- | --------- | ------------------ |
| 1 (91)        | もう一人の自分       | Friends and Lovers                | ビル・デリア                                 | デビッド・E・ケリー | 2001年10月29日 | 5M01      | 10.95              |
| 2 (92)        | スター誕生           | Judge Ling                        | オズ・スコット                               | デビッド・E・ケリー | 2001年11月5日  | 5M02      | 10.20              |
| 3 (93)        | 思いがけない告白     | Neutral Corners                   | アーヴィン・ブラウン                         | デビッド・E・ケリー | 2001年11月12日 | 5M03      | 10.40              |
| 4 (94)        | 四角い恋愛模様       | Fear of Flirting                  | グレッグ・ジャーマン                         | デビッド・E・ケリー、コンスタンス・M・バーグ、ロベルト・ベナビブ                                                         | 2001年11月19日 | 5M04      | 9.84               |
| 5 (95)        | 年下の男の子         | I Want Love                       | マイケル・シュルツ                           | デビッド・E・ケリー | 2001年11月26日 | 5M05      | 10.88              |
| 6 (96)        | 青春の落とし物       | Lost and Found                    | メル・ダムスキ                               | 原案 : デビッド・E・ケリー、ピーター・ブレイク 脚本 : デビッド・E・ケリー                                                | 2001年12月3日  | 5M06      | 9.40               |
| 7 (97)        | 悲劇からの再起       | Nine One One                      | ビリー・ディクソン                           | デビッド・E・ケリー | 2001年12月10日 | 5M07      | 9.30               |
| 8 (98)        | 最後のチャンス       | Playing with Matches              | デヴィッド・セメル                           | 原案 : デビッド・E・ケリー、コンスタンス・M・バーグ、ロベルト・ベナビブ 脚本 : デビッド・E・ケリー                       | 2002年1月7日   | 5M08      | 9.99               |
| 9 (99)        | 風に吹かれて         | Blowin' in the Wind               | レイチェル・タラレイ                         | コンスタンス・M・バーグ、ロベルト・ベナビブ、シンディ・リクトマン                                                        | 2002年1月14日  | 5M09      | 10.32              |
| 10 (100)      | 100粒の涙            | One Hundred Tears                 | ビル・デリア                                 | デビッド・E・ケリー | 2002年1月21日  | 5M10      | 10.79              |
| 11 (101)      | 衝撃の事実           | A Kick in the Head                | デヴィッド・グロスマン、ヤノット・シュワルツ | デビッド・E・ケリー | 2002年2月4日   | 5M11      | 11.82              |
| 12 (102)      | 新しすぎる毎日       | The New Day                       | ベサニー・ルーニー                           | デビッド・E・ケリー | 2002年2月11日  | 5M12      | 8.08               |
| 13 (103)      | 苦渋の選択           | Woman                             | ヤノット・シュワルツ                         | デビッド・E・ケリー | 2002年2月18日  | 5M13      | 8.77               |
| 14 (104)      | 過ぎし日の恋         | Homecoming                        | ビリー・ディクソン                           | 原案 : デビッド・E・ケリー、コンスタンス・M・バーグ、ロベルト・ベナビブ 脚本 : デビッド・E・ケリー                       | 2002年2月25日  | 5M14      | 10.48              |
| 15 (105)      | とらわれの魂         | Heart and Soul                    | スティーヴ・ゴーマー                         | デビッド・E・ケリー | 2002年3月4日   | 5M15      | 9.10               |
| 1617 (106107) | 自立した女           | Love is All Around                | アーリーン・サンフォード                     | 原案 : デビッド・E・ケリー、コンスタンス・M・バーグ、ロベルト・ベナビブ、シンディ・リクトマン 脚本 : デビッド・E・ケリー | 2002年4月15日  | 5M165M17  | 8.12               |
| 18 (108)      | 私を生きる           | Tom Dooley                        | サラ・ピア・アンダーソン                     | デビッド・E・ケリー | 2002年4月22日  | 5M18      | 8.14               |
| 19 (109)      | いつか来た道         | Another One Bites the Dust        | ケニー・オルテガ                             | 原案 : デビッド・E・ケリー、コンスタンス・M・バーグ、ロベルト・ベナビブ 脚本 : デビッド・E・ケリー                       | 2002年4月29日  | 5M19      | 7.71               |
| 20 (110)      | 敗者の美学           | What I'll Never Do for Love Again | ビリー・ディクソン                           | デビッド・E・ケリー | 2002年5月6日   | 5M20      | 8.78               |
| 21 (111)      | 封じ込められた心     | All of Me                         | ベサニー・ルーニー                           | デビッド・E・ケリー、ピーター・マクニコル                                                                                | 2002年5月13日  | 5M21      | 8.00               |
| 22 (112)      | さよならは言わないで | Bygones                           | ビル・デリア                                 | デビッド・E・ケリー | 2002年5月20日  | 5M22      | 11.51              |